# المخامرة (جبلة)

تعديل مصدري - تعديل

المخامرة هي إحدى قرى عزلة وراف بمديرية جبلة التابعة لمحافظة إب، بلغ تعداد سكانها 555 نسمة حسب تعداد اليمن لعام 2004.